# Route du Polygone
La route du Polygone est une voie de circulation de la ville de Strasbourg. Elle constitue l'une des artères urbaines majeures du quartier du Neudorf et globalement du Sud de la ville de Strasbourg, ainsi que la principale rue commerçante du quartier du Neudorf.

## Histoire et origine du nom

### Toponymie
La route du Polygone est apparue à partir du XIVe siècle sous le nom de "Weg zum neuen Hof" ("Chemin vers la nouvelle ferme") et permettait de rallier depuis Strasbourg le faubourg agricole "Neuhof",, aujourd'hui le quartier de Neuhof, au départ de la porte des Bouchers qui se trouvait approximativement à l'emplacement de l'actuelle Place d'Austerlitz .
Elle permettait, à partir du XVIIIe siècle de rallier depuis Strasbourg le terrain militaire du Polygone,, et pris ainsi le nom de "Route du Polygone".
La route du Polygone porte ainsi le nom de l'ancien terrain militaire du Polygone, - qui lui-même tirait son nom du polygone de tir - et qui servait de lieu d'entrainement et de test d'artillerie ainsi que de place de parade notamment pour Napoléon III en septembre 1857 en passage à Strasbourg lors de son voyage à Stuttgart où il rencontra Alexandre II ,, et ensuite en mai 1877 pour Guillaume Ier lors de sa première visite à Strasbourg, et plus tard en septembre 1899 également pour son petit-fils Guillaume II alors que la ville était allemande depuis 1871.
À partir de 1910, l'endroit devint ce qui est aujourd'hui l'Aérodrome de Strasbourg-Neuhof, - communément appelé Aérodrome du Polygone - utilisé d'abord pour des tests et démonstrations aéronautiques de l'industriel alsacien Émile Mathis, avant de laisser place à une base aérienne militaire qui accueilli notamment l'Escadrille des Cigognes avec Antoine de Saint-Exupéry.
Aujourd'hui l'aérodrome est dédié à des activités de loisirs et la partie Sud-Ouest de l'ancien terrain militaire du Polygone est devenu le quartier du Polygone.

### Evolution de la route
La route permettait durant des siècles de rallier depuis Strasbourg le faubourg agricole Neuhof,, aujourd'hui le quartier de Neuhof ainsi que les gravières se situant au Nord de l'actuel Kibitzenau et par la suite le terrain militaire du Polygone.
Durant les périodes françaises, la voie s'appela outre son nom actuel de Route du Polygone également Chaussée du Polygone, Route de Strasbourg au Polygone et Neuhof ou encore Rue du Polygone.
Du temps de l'Empire allemand, la route se nommait Polygonen-Straße ou Polygonstraße, nom qu'elle reprendra le temps de l'annexion.
Originellement, la voie prit son départ sur ce qui est aujourd'hui l'Avenue de Colmar et son début était ce qui est aujourd'hui la Rue de Nomeny,,,.
Du temps de l'Empire allemand, au début du XXe siècle la voie pris son départ sur l'actuelle Route du Rhin, . Finalement, la partie entre la Route du Rhin et l'Avenue Jean Jaurès devint la Route de Vienne pour donner à la Route du Polygone sont tracé actuel.
Elle permettait de la fin du XIXe siècle au début du XXe siècle également de relier le terrain militaire du Polygone à la Gare de Strasbourg-Neudorf qui se trouvait d'abord à l'emplacement de l'actuel Centre administratif de l'Eurométropole de Strasbourg et ensuite à l'emplacement des actuels Route nationale 4 et Tunnel de l'Etoile.
Dentant, la voie traversait un pont au niveau des actuelles Rue de Châtenois et Rue du Ruisseau Bleu, ces deux dernières suivant le tracé de ce qui était le ruisseau du Bubenwässerlein,, qui fut comblé durant la première moitié du XXe siècle.
C'est également du temps de l'Empire allemand, à partir de 1871, que la route du Polygone devint la rue commerçante qu'elle est toujours actuellement,.

Plan de 1895 sur lequel on peut voir le quartier du Neudorf prendre forme le long et autour de la Route du Polygone. On peut également voir le terrain d'exercice militaire (Exerzierplatz) "Polygon" à l'extrémité Sud de la route.

En 1885, une voie de tramway vint desservir la route du Polygone et permettait de lier le centre de Strasbourg et Neudorf  et dès le début du XXe siècle rallier Graffenstaden et la Meinau. Elle fut mise à l'arrêt en 1960 en même temps que l'ensemble de l'ancien tramway de Strasbourg.
En 1943, une partie importante des bâtiments de la partie Sud de la route du Polygone est touchée par les bombardements alliées.
En 2002, la partie de la route entre la Rue de Mulhouse et la Place du Marché a été entièrement refaite sur le modèle d'une avenue avec de larges trottoir et une allée d'arbre de part et d'autre de la route.
En 2020, c'était au tour de la partie Nord de la route d'être rénovée avec la mise en place de trottoirs plus larges et d'une piste cyclable bidirectionnelle sur le côté Est de la route jusqu'à la Rue des Carmes.
En 2024, la partie Sud de la route est complétée également d'une piste cyclable bidirectionnelle entre la Place du Marché et la station de tram "Gravière".

## Localisation et desserte
D'une longueur de 1,7 km, la route du Polygone relie le Parc de l'Étoile situé au Sud du quartier de la Bourse - où se trouvent le centre administratif de l'Eurométropole de Strasbourg ou encore la Cité de la musique et de la danse - aux quartiers du Polygone et plus loin du Neuhof et à la Cité-jardin du Stockfeld ou au Port autonome de Strasbourg.
La route du Polygone constitue la voie principale Nord-Sud du quartier du Neudorf et permet l'interconnexion d'une partie importante des quartiers Sud de Strasbourg avec le centre de Strasbourg, la Krutenau, le quartier de la Bourse et la Grande Île. Au Nord, elle permet également de rallier l'Autoroute A35 via la Route nationale 4.
La piste cyclable la plus fréquentée de Strasbourg se prolonge également par le route du Polygone afin de rallier les différentes parties du quartier du Neudorf ou de prolonger l'itinéraire dans les quartiers Sud de Strasbourg voire plus loin vers la Réserve naturelle nationale du massif forestier de Strasbourg-Neuhof/Illkirch-Graffenstaden.

## Transport en commun
La route du Polygone est empruntée sur toute sa longueur par la ligne de bus C8 de la Compagnie des transports strasbourgeois.
Au Sud, elle est empruntée par la ligne de tram C et le Nord de la route du Polygone aboutie sur la station "Etoile Polygone" desservie par les lignes D et E.

## Bâtiments remarquables
Le long de la route du Polygone se trouvent plusieurs bâtiments remarquables, dont notamment :
- La Maison Bowe se trouve au numéro 50. Elle a été construite en 1894 par la Famille Bowé, dont la fonderie se trouvait alors derrière la bâtisse. La façade et les toitures, ainsi que la grille de clôture font l'objet d'une inscription au titre des monuments historiques depuis le 21 avril 1995[28],[29],[30].
- La première grande œuvre architectural d'Aloys Walter, artisan majeur de l'Art nouveau à Strasbourg[31], construite en 1903, se trouve au numéro 55.
- La Halle située sur la Place du Marché qui accueille le seul marché couvert de Strasbourg[32] se trouve environ à mi-parcours de la route.
- L'ancien cinéma Scala devenu salle de théâtre du Théâtre Actuel et Public de Strasbourg [33],[34] se trouve au numéro 96.
- Le numéro 98a, également construit par Aloys Walter, artisan majeur de l'Art nouveau à Strasbourg[35].
- L'Église Saint-Aloyse de Strasbourg construite au XIXe siècle se trouve au numéro 127.
- Le Foyer de Jeunesse Charles Frey, construit en 1909 pour y abriter alors l'orphelinat de Strasbourg[36], se trouve aux abords de la partie Sud de la route.
- L'Église protestante de Neudorf construite par Robert Will au début des années 1960 se trouve au numéro 144.

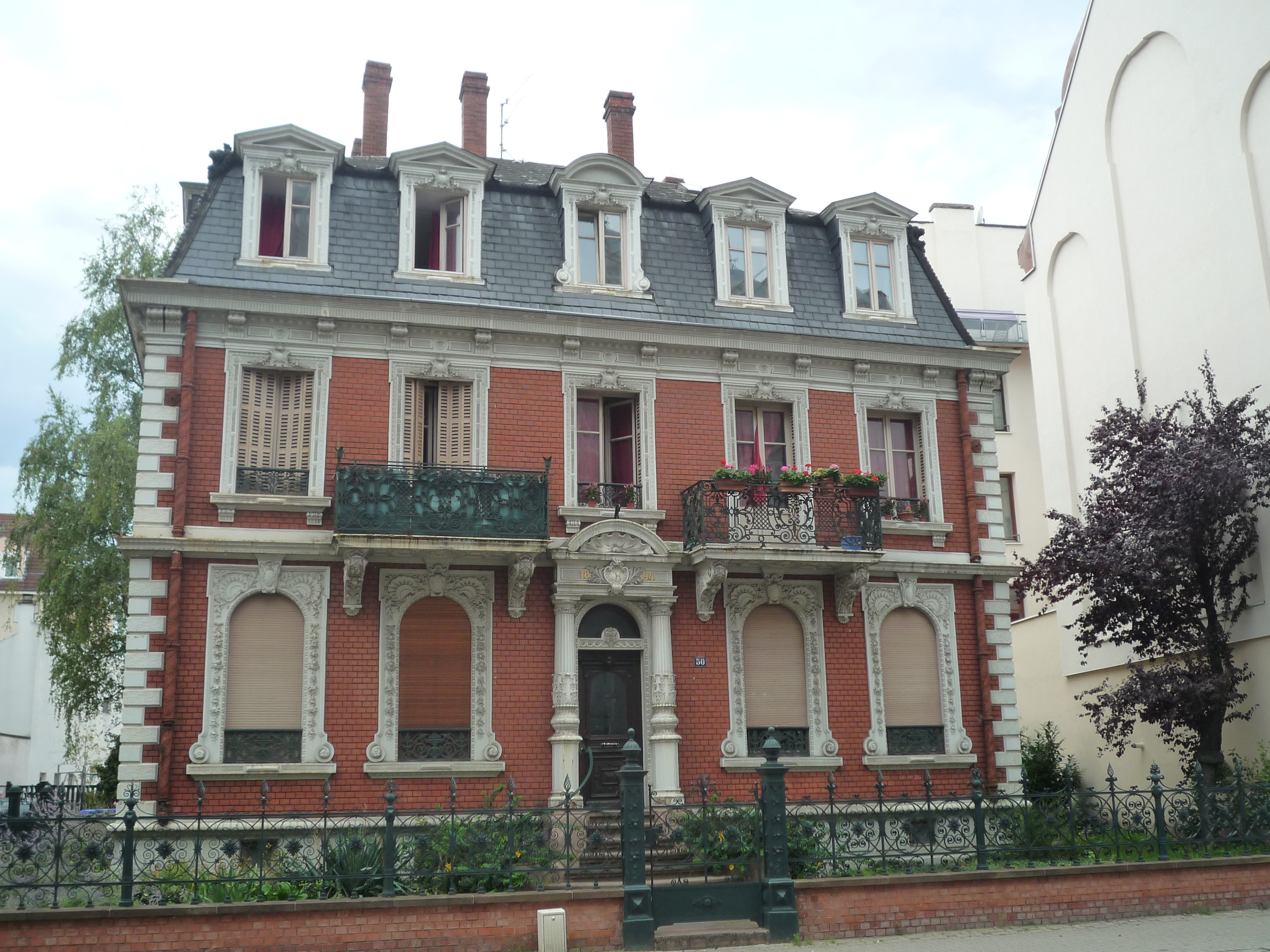
La Maison Bowe, au numéro 50.
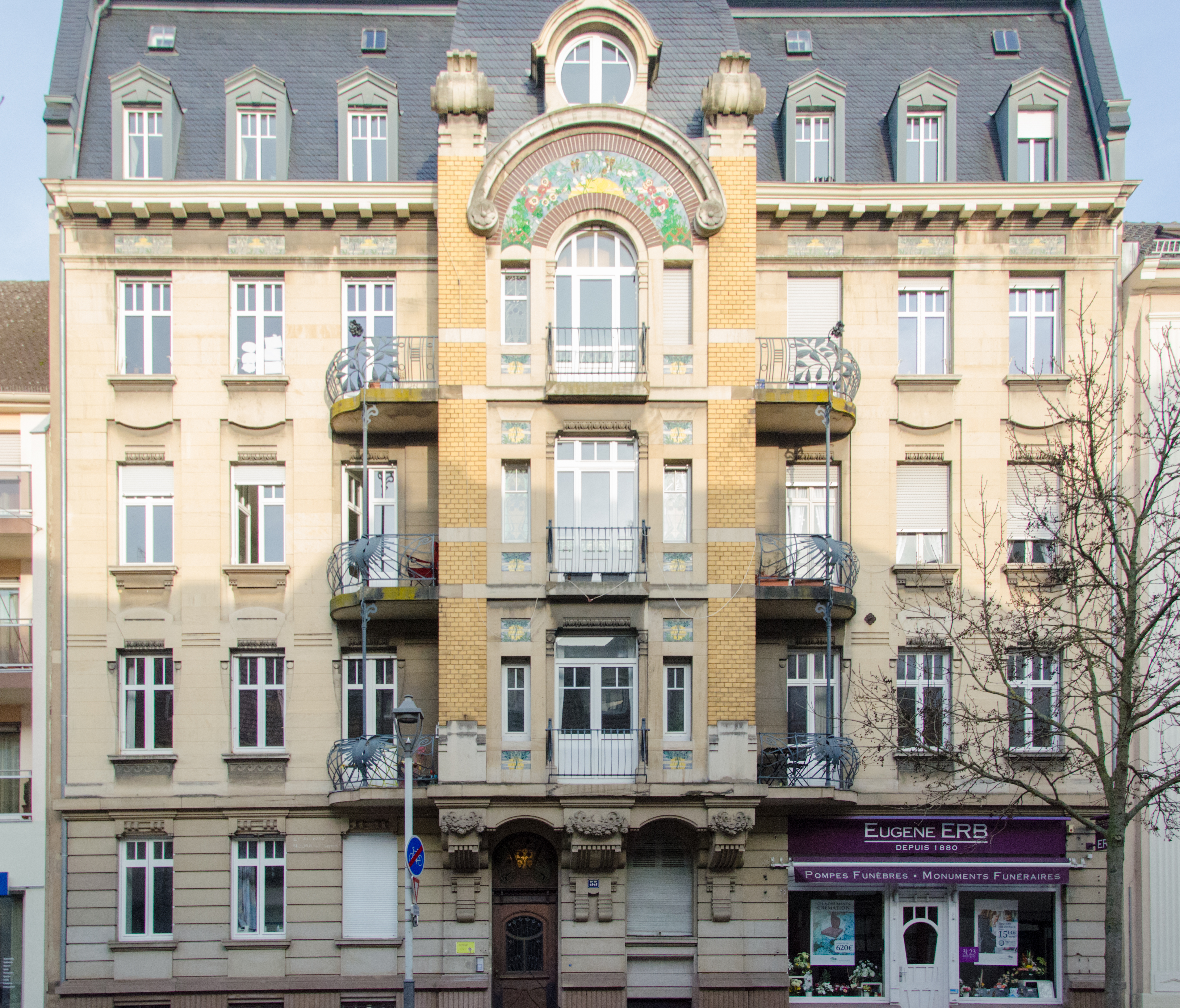
Le numéro 55, construit par Aloys Walter, artisan majeur de l'Art nouveau à Strasbourg.
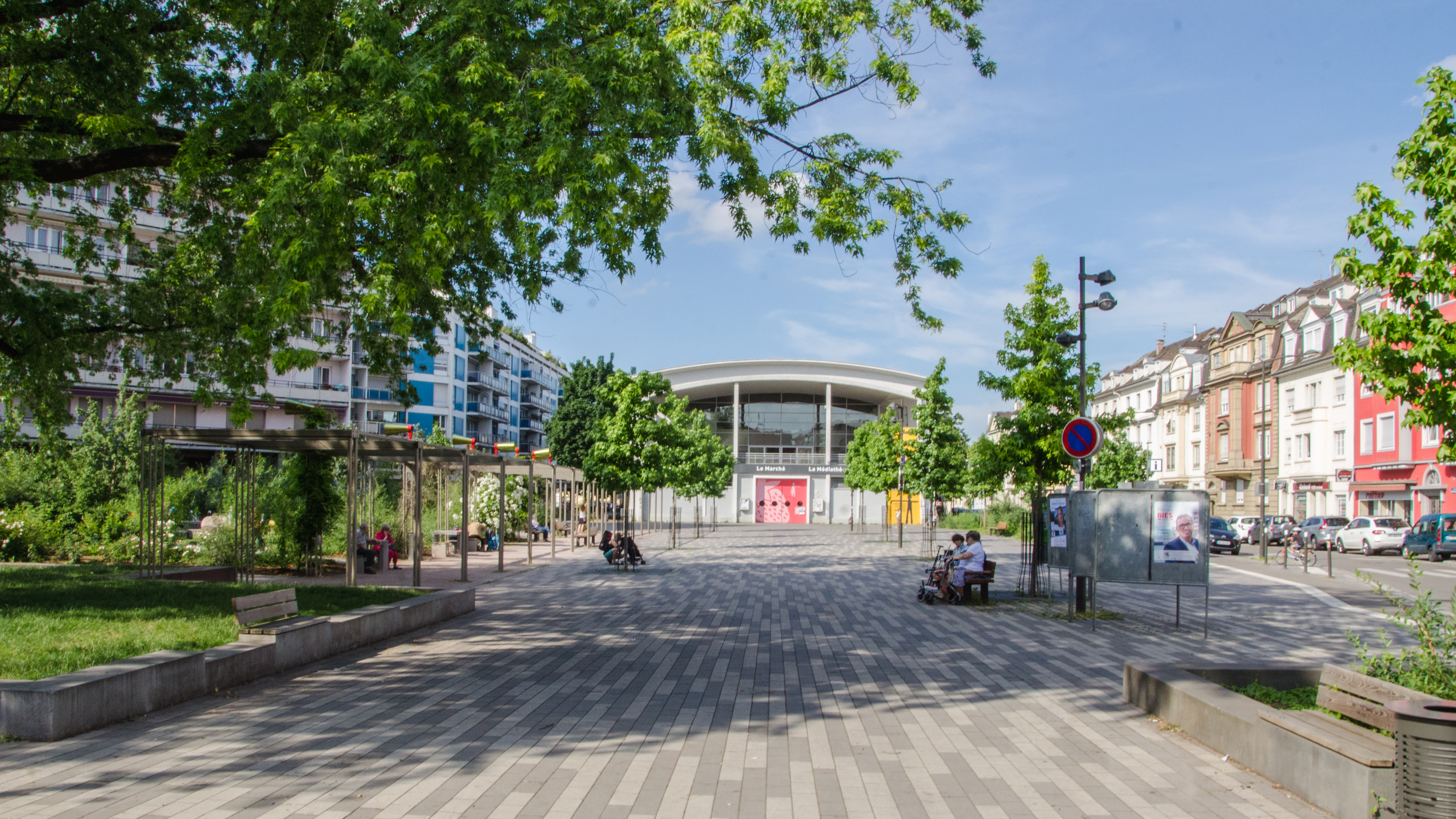
La Place du Marché.
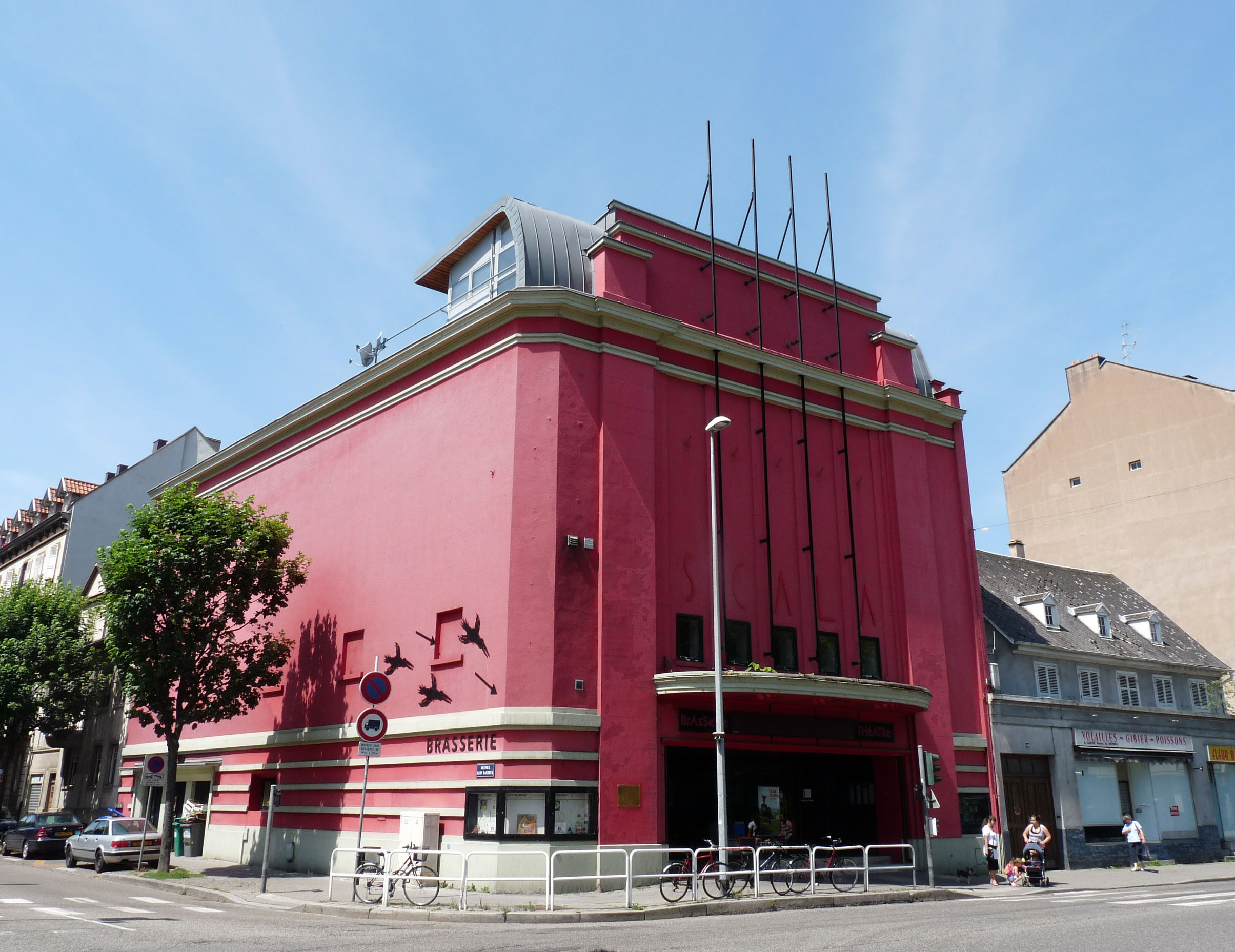
Le Scala, au numéro 96.
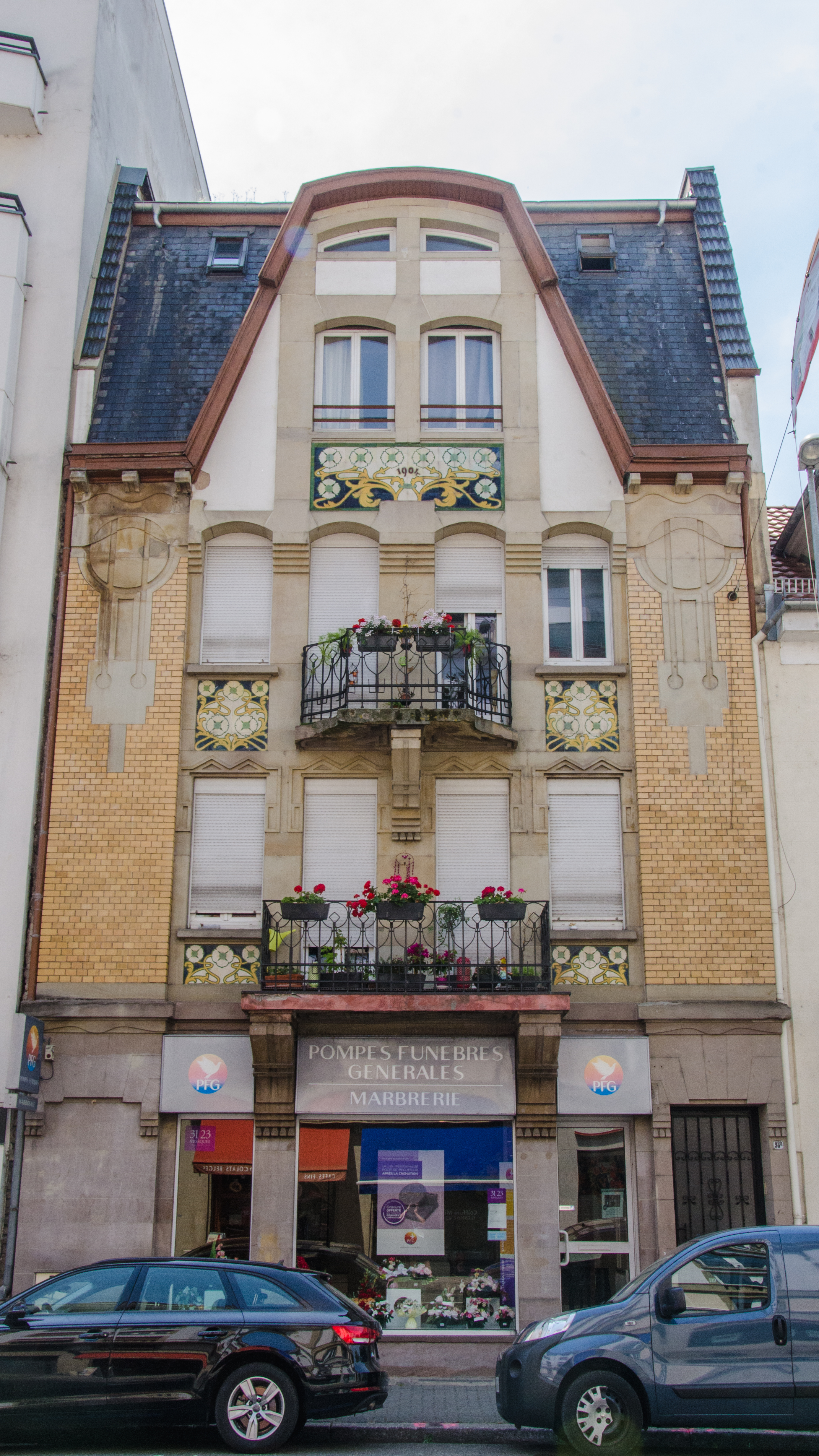
Le numéro 98a construit par Aloys Walter, artisan majeur de l'Art nouveau à Strasbourg.
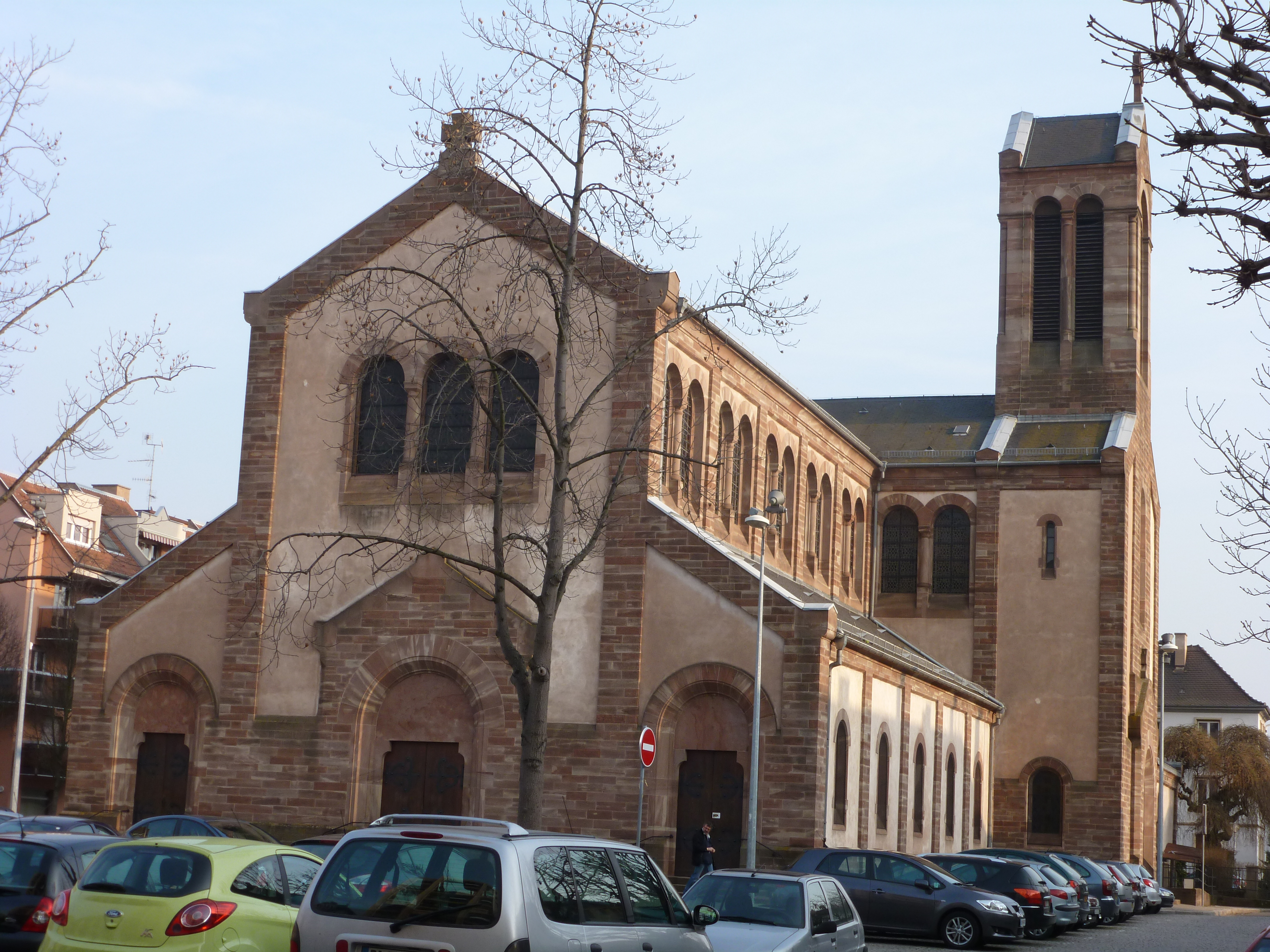
L'Église Saint-Aloyse de Strasbourg.
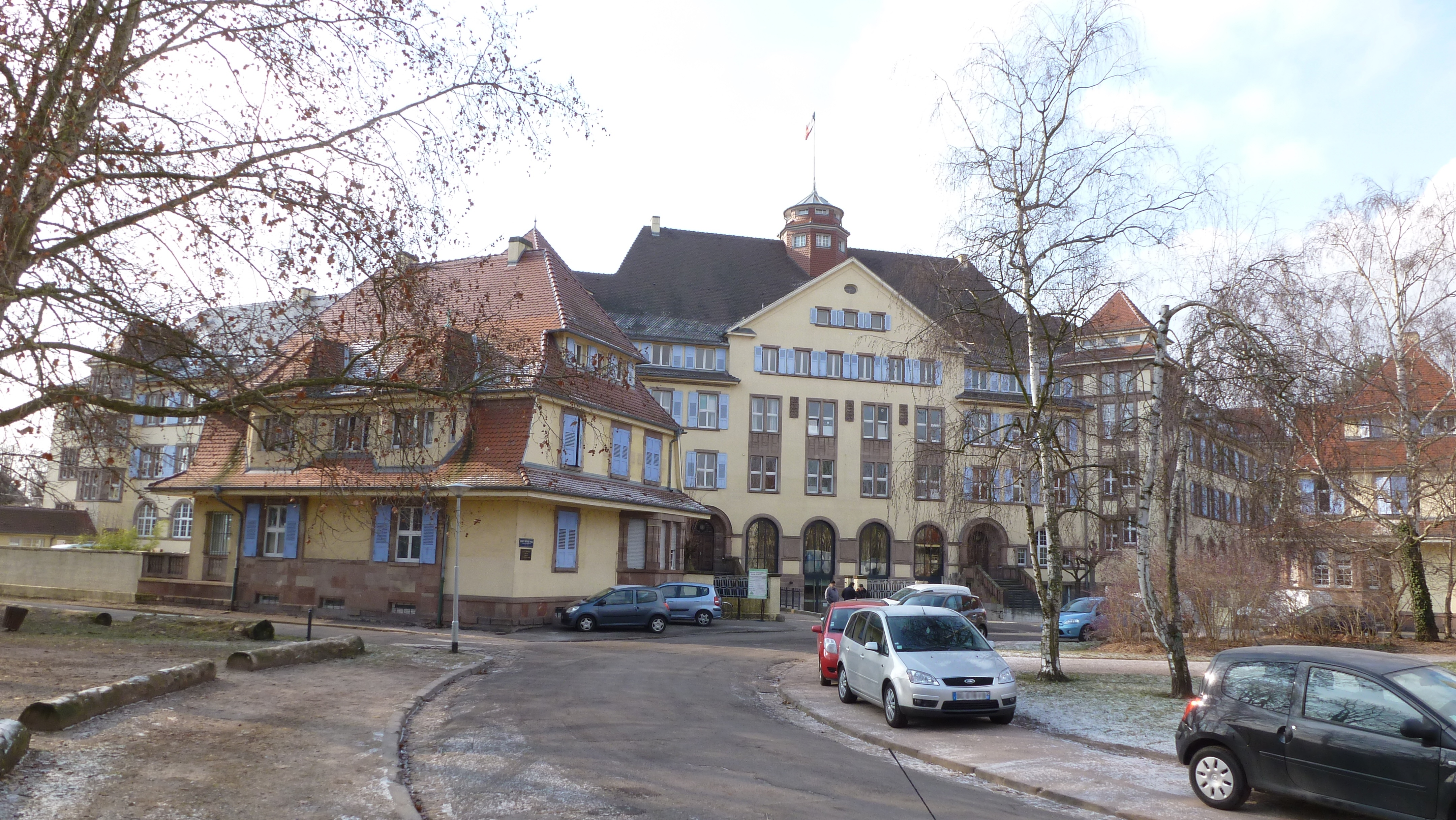
Le Foyer de Jeunesse Charles Frey.